# Bunbury (Australia Zachodnia)
Bunbury – miasto i port na południowo-zachodnim wybrzeżu Australii, w stanie Australia Zachodnia, nad Zatoką Geografa (Ocean Indyjski). Około 58 tys. mieszkańców.
Urodził się tutaj John Forrest, australijski odkrywca i polityk, pierwszy premier Australii Zachodniej.
W mieście rozwinął się przemysł chemiczny, spożywczy oraz włókienniczy.